# Shay Brennan
Shay Brennan, all'anagrafe James Séamus Anthony Brennan (Manchester, 6 maggio 1937 – Courtown, 9 giugno 2000), è stato un allenatore di calcio e calciatore irlandese, di ruolo difensore.

## Carriera
Esordì professionalmente nel Manchester Utd nell'incontro di FA Cup del 19 febbraio 1958, in occasione della prima gara disputata dalla squadra dopo il disastro aereo di Monaco. Militò nei Red Devils per tredici stagioni, contribuendo alla vittoria di due edizioni della First Division e di una della Coppa dei Campioni.
Lasciati i Red Devils dopo aver disputato 355 incontri complessivi, dal 1970 al 1974 ricoprì il ruolo di allenatore-giocatore del Waterford vincendo per due volte consecutive il campionato irlandese e partecipando a tre edizioni della Coppa dei Campioni.
Conta 19 presenze in Nazionale maggiore, divenendo il primo calciatore nato in Inghilterra ad essere convocato nella Nazionale irlandese.
È morto il 9 giugno 2000, colpito da un attacco cardiaco durante una partita di golf.

## Statistiche

### Presenze e reti nei club
| Stagione              | Squadra               | Campionato            | Campionato | Campionato | Coppe nazionali  | Coppe nazionali | Coppe nazionali | Coppe continentali | Coppe continentali | Coppe continentali | Altre competizioni | Altre competizioni | Altre competizioni | Totale | Totale |
| Stagione              | Squadra               | Comp                  | Pres       | Reti       | Comp             | Pres            | Reti            | Comp               | Pres               | Reti               | Comp               | Pres               | Reti               | Pres   | Reti   |
| --------------------- | --------------------- | --------------------- | ---------- | ---------- | ---------------- | --------------- | --------------- | ------------------ | ------------------ | ------------------ | ------------------ | ------------------ | ------------------ | ------ | ------ |
| 1957-1958             | Manchester Utd        | FD                    | 5          | 0          | FACup            | ?               | ?               | -                  | -                  | -                  | CS                 | 0                  | 0                  | 5+     | 0+     |
| 1958-1959             | Manchester Utd        | FD                    | 1          | 0          | FACup            | ?               | ?               | -                  | -                  | -                  | -                  | -                  | -                  | 1+     | 0+     |
| 1959-1960             | Manchester Utd        | FD                    | 29         | 0          | FACup            | ?               | ?               | -                  | -                  | -                  | -                  | -                  | -                  | 29+    | 0+     |
| 1960-1961             | Manchester Utd        | FD                    | 41         | 0          | FACup+CdL        | ?+?             | ?+?             | -                  | -                  | -                  | -                  | -                  | -                  | 41+    | 0+     |
| 1961-1962             | Manchester Utd        | FD                    | 41         | 2          | FACup+CdL        | ?+?             | ?+?             | -                  | -                  | -                  | -                  | -                  | -                  | 41+    | 2+     |
| 1962-1963             | Manchester Utd        | FD                    | 36         | 0          | FACup+CdL        | ?+?             | ?+?             | -                  | -                  | -                  | -                  | -                  | -                  | 36+    | 0+     |
| 1963-1964             | Manchester Utd        | FD                    | 17         | 0          | FACup+CdL        | ?+?             | ?+?             | CCo                | 2                  | 0                  | CS                 | 0                  | 0                  | 19+    | 0+     |
| 1964-1965             | Manchester Utd        | FD                    | 42         | 0          | FACup+CdL        | ?+?             | ?+?             | CF                 | 11                 | 0                  | -                  | -                  | -                  | 53+    | 0+     |
| 1965-1966             | Manchester Utd        | FD                    | 28         | 0          | FACup+CdL        | ?+?             | ?+?             | CC                 | 5                  | 0                  | CS                 | 1                  | 0                  | 34+    | 0+     |
| 1966-1967             | Manchester Utd        | FD                    | 16         | 0          | FACup+CdL        | ?+?             | ?+?             | -                  | -                  | -                  | -                  | -                  | -                  | 16+    | 0+     |
| 1967-1968             | Manchester Utd        | FD                    | 13         | 1          | FACup+CdL        | ?+?             | ?+?             | CC                 | 3                  | 0                  | CS                 | 1                  | 0                  | 17+    | 0+     |
| 1968-1969             | Manchester Utd        | FD                    | 13         | 0          | FACup+CdL        | ?+?             | ?+?             | CC                 | 3                  | 0                  | CI                 | 1                  | 0                  | 17+    | 0+     |
| 1969-1970             | Manchester Utd        | FD                    | 9          | 0          | FACup+CdL        | ?+?             | ?+?             | -                  | -                  | -                  | -                  | -                  | -                  | 9+     | 0+     |
| Totale Manchester Utd | Totale Manchester Utd | Totale Manchester Utd | 291        | 3          |                  | ?+?             | ?+?             |                    | 24                 | 0                  |                    | 3                  | 0                  | 355    | 6      |
| 1970-1971             | Waterford             | AD                    | ?          | 0          | FAICup+LOIShield | ?+?             | ?+?             | CC                 | 4                  | 0                  | -                  | -                  | -                  | 4+     | 0+     |
| 1971-1972             | Waterford             | AD                    | ?          | 0          | FAICup+LOIShield | ?+?             | ?+?             | -                  | -                  | -                  | -                  | -                  | -                  | ?      | ?      |
| 1972-1973             | Waterford             | AD                    | ?          | 0          | FAICup+LOIShield | ?+?             | ?+?             | CC                 | 0                  | 0                  | -                  | -                  | -                  | ?      | ?      |
| 1973-1974             | Waterford             | AD                    | ?          | 0          | FAICup+LOICup    | ?+?             | ?+?             | CC                 | 2                  | 0                  | -                  | -                  | -                  | 2+     | 0+     |
| Totale Waterford      | Totale Waterford      | Totale Waterford      | 40         | 0          |                  | ?+?             | ?+?             |                    | 6                  | 0                  |                    | -                  | -                  | 46     | 0+     |
| Totale carriera       | Totale carriera       | Totale carriera       | 331        | 3          |                  | ?+?             | ?+?             |                    | 30                 | 0                  |                    | 3                  | 0                  | 401+   | 6+     |

### Presenze e reti in Nazionale
| Cronologia completa delle presenze e delle reti in nazionale ― Irlanda | Cronologia completa delle presenze e delle reti in nazionale ― Irlanda | Cronologia completa delle presenze e delle reti in nazionale ― Irlanda | Cronologia completa delle presenze e delle reti in nazionale ― Irlanda | Cronologia completa delle presenze e delle reti in nazionale ― Irlanda | Cronologia completa delle presenze e delle reti in nazionale ― Irlanda | Cronologia completa delle presenze e delle reti in nazionale ― Irlanda | Cronologia completa delle presenze e delle reti in nazionale ― Irlanda |
| Data                                                                   | Città                                                                  | In casa                                                                | Risultato                                                              | Ospiti                                                                 | Competizione                                                           | Reti                                                                   | Note                                                                   |
| ---------------------------------------------------------------------- | ---------------------------------------------------------------------- | ---------------------------------------------------------------------- | ---------------------------------------------------------------------- | ---------------------------------------------------------------------- | ---------------------------------------------------------------------- | ---------------------------------------------------------------------- | ---------------------------------------------------------------------- |
| 5-5-1965                                                               | Dublino                                                                | Irlanda                                                                | 1 – 0                                                                  | Spagna                                                                 | Qual. Mondiali 1966                                                    | -                                                                      |                                                                        |
| 10-11-1965                                                             | Parigi                                                                 | Spagna                                                                 | 1 – 0                                                                  | Irlanda                                                                | Qual. Mondiali 1966                                                    | -                                                                      |                                                                        |
| 22-5-1966                                                              | Vienna                                                                 | Austria                                                                | 1 – 0                                                                  | Irlanda                                                                | Amichevole                                                             | -                                                                      |                                                                        |
| 25-5-1966                                                              | Liegi                                                                  | Belgio                                                                 | 2 – 3                                                                  | Irlanda                                                                | Amichevole                                                             | -                                                                      |                                                                        |
| 23-10-1966                                                             | Dublino                                                                | Irlanda                                                                | 0 – 0                                                                  | Spagna                                                                 | Qual. Euro 1968                                                        | -                                                                      |                                                                        |
| 16-11-1966                                                             | Dublino                                                                | Irlanda                                                                | 2 – 1                                                                  | Turchia                                                                | Qual. Euro 1968                                                        | -                                                                      |                                                                        |
| 7-12-1966                                                              | Valencia                                                               | Spagna                                                                 | 2 – 0                                                                  | Irlanda                                                                | Qual. Euro 1968                                                        | -                                                                      |                                                                        |
| 4-5-1969                                                               | Dublino                                                                | Irlanda                                                                | 1 – 2                                                                  | Cecoslovacchia                                                         | Qual. Mondiali 1970                                                    | -                                                                      |                                                                        |
| 27-5-1969                                                              | Copenaghen                                                             | Danimarca                                                              | 2 – 0                                                                  | Irlanda                                                                | Qual. Mondiali 1970                                                    | -                                                                      |                                                                        |
| 8-6-1969                                                               | Dublino                                                                | Irlanda                                                                | 1 – 2                                                                  | Ungheria                                                               | Qual. Mondiali 1970                                                    | -                                                                      |                                                                        |
| 21-9-1969                                                              | Dublino                                                                | Irlanda                                                                | 1 – 1                                                                  | Scozia                                                                 | Amichevole                                                             | -                                                                      |                                                                        |
| 7-10-1969                                                              | Praga                                                                  | Cecoslovacchia                                                         | 3 – 0                                                                  | Irlanda                                                                | Qual. Mondiali 1970                                                    | -                                                                      |                                                                        |
| 15-10-1969                                                             | Dublino                                                                | Irlanda                                                                | 1 – 1                                                                  | Danimarca                                                              | Qual. Mondiali 1970                                                    | -                                                                      |                                                                        |
| 5-11-1969                                                              | Budapest                                                               | Ungheria                                                               | 4 – 0                                                                  | Irlanda                                                                | Qual. Mondiali 1970                                                    | -                                                                      |                                                                        |
| 6-5-1970                                                               | Poznań                                                                 | Polonia                                                                | 2 – 1                                                                  | Irlanda                                                                | Amichevole                                                             | -                                                                      |                                                                        |
| 9-5-1970                                                               | Berlino Ovest                                                          | Germania Ovest                                                         | 2 – 1                                                                  | Irlanda                                                                | Amichevole                                                             | -                                                                      |                                                                        |
| 23-9-1969                                                              | Dublino                                                                | Irlanda                                                                | 0 – 2                                                                  | Polonia                                                                | Qual. Mondiali 1970                                                    | -                                                                      |                                                                        |
| 28-10-1970                                                             | Solna                                                                  | Svezia                                                                 | 1 – 0                                                                  | Irlanda                                                                | Qual. Euro 1972                                                        | -                                                                      |                                                                        |
| 8-12-1970                                                              | Firenze                                                                | Italia                                                                 | 3 – 0                                                                  | Irlanda                                                                | Qual. Euro 1972                                                        | -                                                                      |                                                                        |
| Totale                                                                 |                                                                        | Presenze                                                               | 19                                                                     |                                                                        | Reti                                                                   | 0                                                                      |                                                                        |

## Palmarès

### Giocatore

#### Competizioni giovanili
- FA Youth Cup: 1

Manchester United: 1953-1954

#### Competizioni nazionali
- Campionato inglese: 2

Manchester Utd: 1964-1965, 1966-1967
- Coppa d'Inghilterra: 1

Manchester Utd: 1962-1963
- Community Shield: 3

Manchester Utd: 1957, 1965, 1967
- Campionato irlandese: 2

Waterford: 1971-1972, 1972-1973
- League of Ireland Cup: 1

Waterford: 1973-1974

#### Competizioni internazionali
- Coppa dei Campioni: 1

Manchester Utd: 1967-1968